# كيتسين
كتسين هاول (بالألمانية: Ketzin) هي مدينة و بلدة ألمانية تقع في ألمانيا في براندنبورغ.